# Dasyatis centroura
Dasyatis centroura е вид хрущялна риба от семейство Dasyatidae. Възникнал е преди около 5,33 млн. години по времето на периода неоген. Видът не е застрашен от изчезване.

## Разпространение и местообитание
Разпространен е в Албания, Алжир, Ангола, Аржентина, Бенин, Бразилия, Венецуела, Габон, Гана, Гвинея, Гвинея-Бисау, Гърция, Египет, Екваториална Гвинея, Западна Сахара, Израел, Испания (Балеарски острови, Канарски острови и Северно Африкански територии на Испания), Италия, Камерун, Република Конго, Кот д'Ивоар, Либерия, Либия, Мавритания, Малта, Мароко, Нигер, Португалия (Мадейра), САЩ, Сенегал, Сиера Леоне, Сирия, Того, Тунис, Турция, Уругвай, Франция, Хърватия и Черна гора.
Обитава крайбрежията и пясъчните дъна на полусолени водоеми, океани, морета, заливи, рифове и реки в райони с тропически и умерен климат. Среща се на дълбочина от 3 до 270 m, при температура на водата от 7,3 до 25,6 °C и соленост 32,5 – 36,5 ‰.

## Описание
На дължина достигат до 3 m, а теглото им е максимум 300 kg.